# Ở giữa Bọn Tư Bản
Among the Barons là tác phẩm văn học tiểu thuyết năm 1998 cho thanh thiếu niên bởi Margaret Peterson Haddix về vấn đề được quan tâm được tưởng tượng về tương lai về sự chống đối đàn áp nạn vượt dân số. Đây là cuốn bốn trong bảy cuốn truyện trong bộ truyện Shadow Children.

## giới thiệu khái quát
nói chung câu chuyện nói về những đứa trẻ thứ ba không được chính phủ chấp nhận và chính phủ và sẽ bắt giam hoặc giết những gia đình có dấu hiệu có ba đứa con trở lên, và sự khan hiếm đồ ăn, tài nguyên tự nhiên. Hình thành sự nổi loạn, chính phủ dân chủ đã bị đánh bại bởi một chích phủ mới. Luật mới bắt đầu được áp dụng một gia đình chỉ được có hai người con(đứa con thứ ba nếu phát hiện sẽ bị giết). Tác giả của bộ truyện không muốn điều này xảy ra.

## Cốt truyện
Luke Garner thay đổi cuộc đời của mình với cái tên là Lee Grant, một danh hiệu từ khi Luke có để thoát khỏi cảnh trốn chạy và được sống tự do, ở trường Hendrick cho con trai. Nhiều điều thay đổi từ khi Grants, là một gia đình danh tiếng làm Baron đã cho Luke lấy I.D của Lee Grants thiệt đã chết trong vụ tai nạn trượt tuyết, họ quyết định gửi người anh trai thật của Lee, tên là Smithfield còn gọi là. Smits, đến trường để thăm "Lee". Smits gặp rắc rối vì cái chết của em trai mình, và Smits nói kể cho Luke nghe về những kỉ niệm và những gì cậu ta và Lee thường làm khi Lee thật còn sống. Nhưng khi Smits muốn cắt đuôi lính gác của cậu ta, cậu đã vô tình làm cháy trường học. Sau khi trận hỏa hoạn, Luke phát hiện hai I.D giả trong phòng của Smits với lại bức hình có viết Peter Godard, và một cái nữa tên là Stanley Goodard.
Luke chẳng mấy chóc bị bắt trong một website phức tạp trong thế giới. Website đã tố cáo những đứa trẻ thứ ba bao gồm Luke. Luke đã bị hoảng loạn và không biết phải tin ai, nhưng một người đặc biệt được Luke tin tưởng là Smits và lính gác của cậu ta tên Oscar Wydell, và là thành viên của gia đình Grant, lúc này, Luke đang nằm trong tình cảnh rất nguy hiểm. Nguy hiểm hơn là, gia đình Grant ích kỉ đang muốn lộ tẩy mọi chuyện về sự thật của Luke và Luke sẽ phải tiếp tục cuộc đời trốn chạy.
Sự trở lại của "Lee" (với một số thay đổi bởi sự hướng dẫn của Grant) và Smits ăn mừng tại nhà Grant. Tại bữa tiệc, Oscar cố thử ám sát tổng thổng người đã mở đầu cho chiến tranh, và Luke được cứu thoát bởi Trey. Thất bại vì đã mắc bẫy của ông tổng thổng lúc đó đang ở địa điểm khác. Bố, mẹ của "Lee" đã chết bởi chùm đèn lồng rơi lên mình. Smits, Luke, và một số người khác là bạn Luke đã trốn thoát, họ hướng tới nhà Luke (Trey nhặt tư liệu mà cậu ta nghĩ quan trọng và cậu ấy sẽ dùng nó trong tập năm). Smits và Luke được chào đón đến gia đình Luke.
Smits ở lại nhà Luke như một người con thứ tư. Luke bỏ qua hết những xích mích với Smits và Luke suy nghĩ bằng lương tâm của mình là Luke đã quyết định làm những điều đúng tuy Luke chưa làm điều gì để những chuyện xung đột xảy ra.

## cuốn
- cuốn 1 Among the hidden
- cuốn 2 Among the Impostors
- cuốn 3 Among the Betrayed
- cuốn 4 Among the Barons
- cuốn 5 Among the Brave
- cuốn 6 Among the Enemy
- cuốn 7 Among the Free